# Marcus Garvey Park
Le Marcus Garvey Park est un parc de l'arrondissement de Manhattan, à New York. Il est situé dans le quartier de Harlem, au nord de l'île. D'une surface de 8,16 hectares, le parc interrompt la Cinquième Avenue, qui est relayée par la Mount Morris Park West le long du parc. Ce dernier est bordé par la 120e rue, la 124e rue, et à l'ouest par Madison Avenue. Son entretien est assuré à l'instar de celui de Central Park, par ailleurs situé quelques rues plus au sud par le New York City Department of Parks and Recreation. 

## Description
Le parc s'appelait à l'origine Mount Morris Park, en référence au quartier voisin de Mount Morris. Mais il fut renommé en 1973 à la mémoire de Marcus Garvey pendant le mandat de John Lindsay. Marcus Garvey, membre du Mouvement rastafari et qui était à la fois éditeur, journaliste et entrepreneur avait œuvré en faveur du panafricanisme, et fondé la Universal Negro Improvement Association and African Communities League (UNIA-ACL) ce qui explique son influence dans un quartier où les afro-américains représentent la population la plus importante. Le parc fut ouvert au public en 1840, mais faisait déjà partie du Commissioners' Plan de 1811 qui prévoyait sa construction dans son système cadastral.
Les installations du parc comprennent le Pelham Fritz Recreation Center et un amphithéâtre, tous deux situés sur la partie ouest du parc, au niveau de la 122e rue. Au nord, une piscine et deux terrains de jeu permettent aux enfants, y compris ceux à mobilité réduite de se distraire. Leur construction remonte à 1993. Un terrain de la Little League de baseball occupe en outre le coin sud-ouest du parc.